# Adrian Demianowski
Adrian Demianowski (ur. 7 września 1887 we Lwowie, zm. 29 grudnia 1959) – polski lekarz psychiatra, profesor psychiatrii Akademii Medycznej we Wrocławiu.

## Życiorys
Urodził się we Lwowie i tam ukończył studia na Wydziale Lekarskim Uniwersytetu Jana Kazimierza uzyskując tytuł doktora wszech nauk lekarskich, a następnie w roku 1923 Wydział Filozoficzny ze stopniem naukowym doktora filozofii. Habilitował się w tym samym roku jako docent psychiatrii również we Lwowie. Staże specjalizacyjne odbywał w Klinice Neurologiczno-Psychiatrycznej Uniwersytetu Jana Kazimierza pod kierunkiem Henryka Halbana, a następnie w Wiedniu u Juliusa Wagnera-Jauregga i w Zurychu u Eugena Bleulera.
W roku 1918 brał udział w obronie Lwowa, w latach 1919-1922 był komendantem Wojskowego Szpitala Psychiatrycznego we Lwowie, za co został wyróżniony Krzyżem Obrony Lwowa i odznaką „Orlęta”.
Wykłady z psychiatrii prowadził w latach 1924-1939 jako docent psychiatrii, w okresie 1940-1941, tj. do momentu opuszczenia Lwowa przez Armię Czerwoną był kierownikiem katedry psychiatrii w Lwowskim Instytucie Medycznym. Po wojnie w roku 1944 mianowany profesorem nadzwyczajnym psychiatrii, w roku 1946 przeniósł się do Wrocławia, gdzie pracował do śmierci jako kierownik Kliniki Psychiatrycznej Uniwersytetu Wrocławskiego, a potem AM. Klinikę tę organizował od podstaw, gdyż stary budynek kliniki uległ całkowitemu zniszczeniu w trakcie działań wojennych.
Przewodniczył Oddziałowi Wrocławskiemu Polskiego Towarzystwa Psychiatrycznego, był także członkiem zarządu głównego Polskiego Towarzystwa Higieny Psychicznej. Promotor kilku przewodów doktorskich i opiekun habilitacji Kazimierza Dąbrowskiego, Tadeusza Bilikiewicza oraz Lucjana Korzeniowskiego. W roku 1954 przeniesiony z przyczyn politycznych w stan spoczynku, ale w roku 1957 zrehabilitowany powrócił do pracy w katedrze.
Pochowany na cmentarzu św. Wawrzyńca we Wrocławiu.

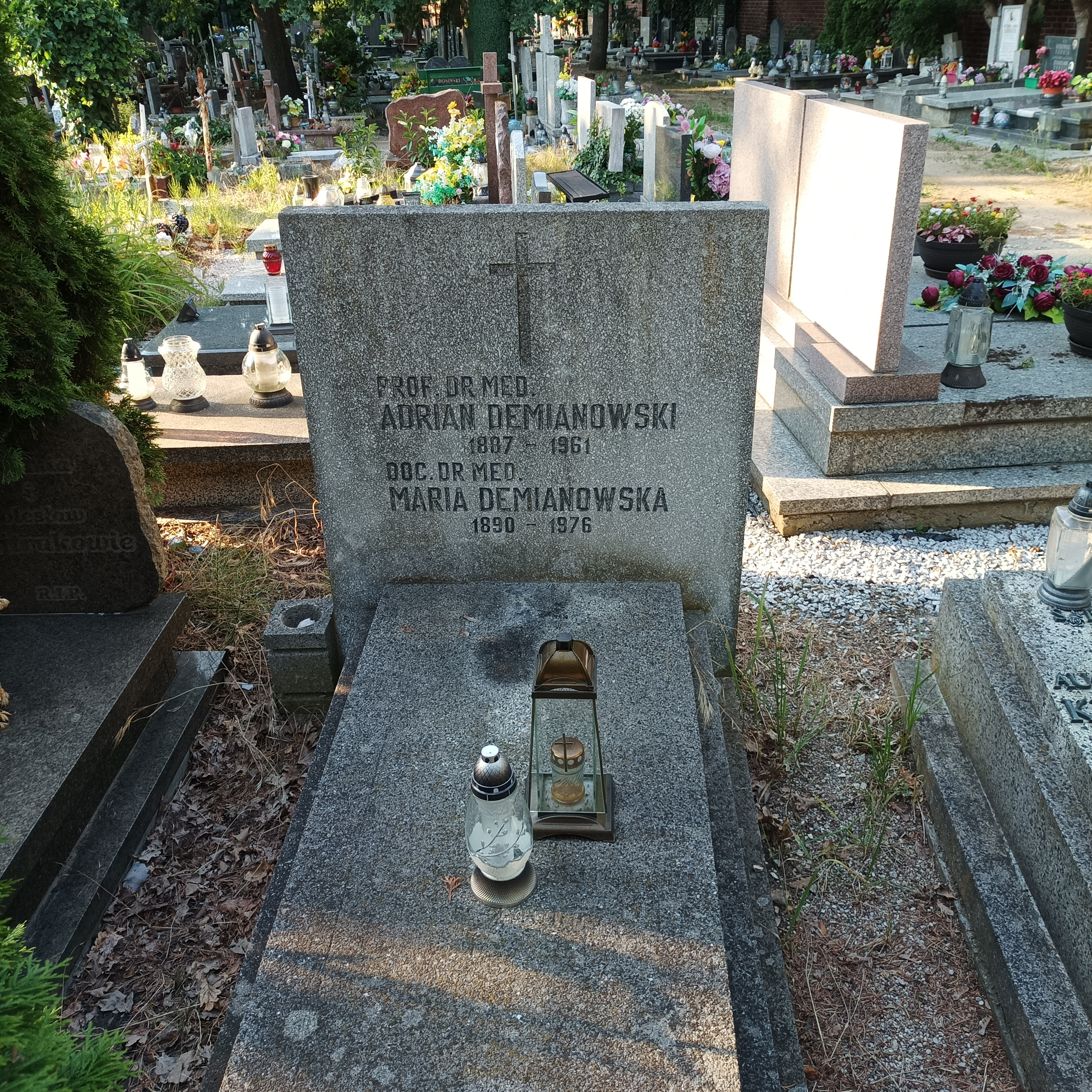
Grób prof. Adriana Demianowskiego i doc. Marii Demianowskiej na Cmentarzu św. Wawrzyńca we Wrocławiu

## Wybrane prace
- O potrzebie studium psychologii na wydziale lekarskim, 1918
- Psychopatologia stanów objętych przez ustawy karne nazwą utraty świadomości, 1920
- Czy istnieje typ konstytucyjny padaczkowy, 1921
- Wskaźnik główny u umysłowo chorych w Małopolsce, 1922
- Umysłowo chorzy przestępcy Szpitala Kulparkowskiego pod względem antropologicznym, 1923
- Rola muzyki w psychoterapii, 1958
- Psychoterapia zespołowa wielowymiarowa w profilaktyce i leczeniu stanów nerwicowych, 1959